# Rub El Hizb

Rub El Hizb

Het symbool Rub El Hizb (۞) bestaat uit twee overlappende vierkanten die samen een achthoek vormen, met in het midden een cirkel. In de Unicode wordt dit symbool omschreven met U+06DE. Rub is Arabisch voor "kwart"; Hizb verwijst naar een groep, partij of sekte. Letterlijke betekenis van: "kwart van de partij".
Rub El Hizb is een achtste van een juz'. Het symbool wordt in de Arabische kalligrafie gebruikt om het eind van een hoofdstuk aan te geven.

## Gebruik
Rub El Hizb is een islamitisch symbool dat op een aantal emblemen, wapens en vlaggen te vinden is, waaronder:
- het wapen van Turkmenistan;
- het wapen van Oezbekistan;
- de partijvlag van de Azatpartij in Kazachstan;
- in aangepaste vorm op de vlag van Azerbeidzjan;
- op historische Ottomaanse vlaggen;
- op de vlag van de Marokkaanse Merinidendynastie, Wattasidendynastie en Saadidynastie;
- het logo van de metro in Caïro.

Het grondplan van de Petronas Twin Towers is gebaseerd op de Rub el Hizb, maar met extra cirkelvormige delen ter vergroting van de totale vloeroppervlakte.

Wapen van Turkmenistan
Wapen van Oezbekistan
Partijvlag van de Azatpartij in Kazachstan
Vlag van de Marokkaanse Merinidendynastie, Wattasidendynastie en Saadidynastie
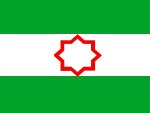
Partijvlag van de Andalusische Bevrijding in Spanje
Vlag van de Organisatie van Turkse Staten
Vlag van Jeruzalem